# Jean-Louis Trintignant

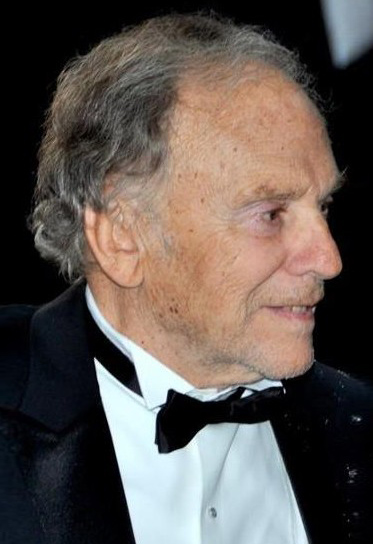
Jean-Louis Trintignant 2012

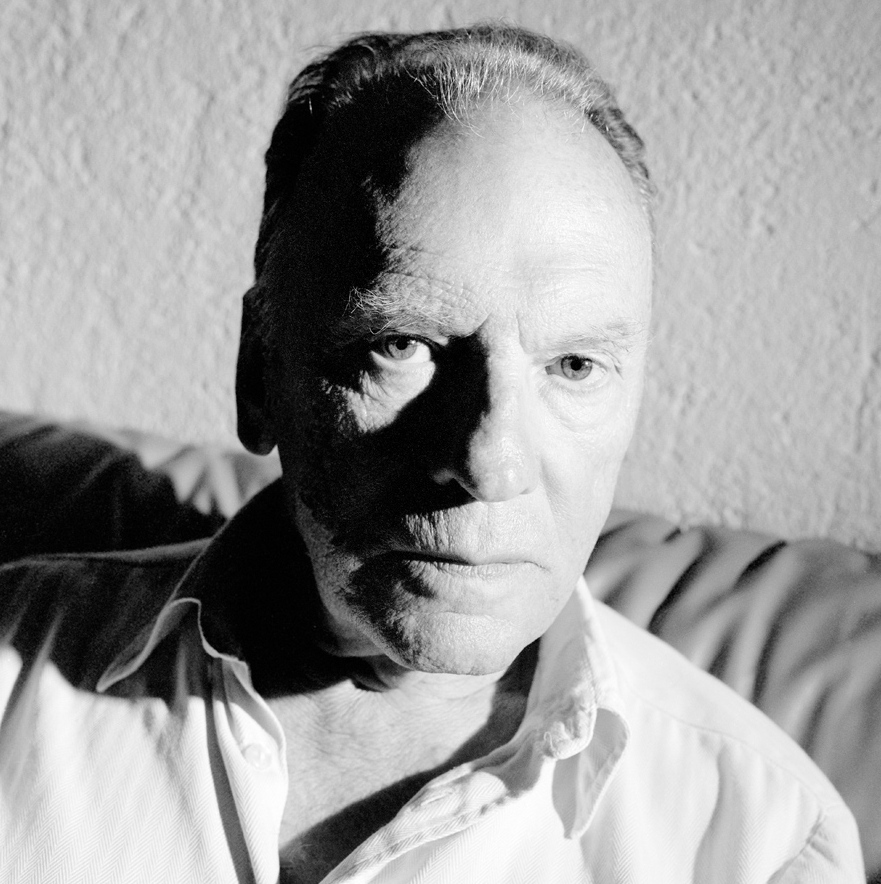
Jean-Louis Trintignant, Porträt von Alain Elorza 2007

Jean-Louis Xavier Trintignant (* 11. Dezember 1930 in Piolenc, Département Vaucluse; † 17. Juni 2022 in Collias, Département Gard) war ein französischer Schauspieler. Neben der Arbeit am Theater übernahm er ab Mitte der 1950er-Jahre Rollen in mehr als 140 Film- und Fernsehproduktionen. Mit Hauptrollen in Filmen wie Ein Mann und eine Frau (1966), Z, Meine Nacht bei Maud (beide 1969), Drei Farben: Rot (1994) und Liebe (2012) ist er einer der großen Stars des französischen Kinos.

## Leben

### Kindheit und Ausbildung, Beginn der Theaterkarriere
Jean-Louis Trintignant wuchs als jüngerer von zwei Söhnen einer wohlhabenden provenzalischen Industriellenfamilie in Pont-Saint-Esprit auf. Sein Vater, Raoul Trintignant, war Bürgermeister der Stadt und stand während des Zweiten Weltkriegs auf der Seite der Résistance, wurde in Marseille inhaftiert und kehrte erst nach dem Krieg zu seiner Familie zurück. Trintignants Mutter Claire (geborene Tourtin) wurde im März 1943 für kurze Zeit von der Gestapo inhaftiert. Enttäuscht über die Geburt eines zweiten Sohnes erzog sie Jean-Louis Trintignant bis zu seinem siebten Lebensjahr als Mädchen.
Früh begeisterte sich Trintignant für Poesie, unter anderem für die Werke Jacques Préverts. Seine Schulzeit verbrachte er in Avignon, wo er das Gymnasium besuchte. Nach dem Abitur 1950 schrieb er sich zum Studium der Rechtswissenschaft in Aix-en-Provence ein, ging aber stattdessen nach Paris, wo er eine Ausbildung an der Filmhochschule IDHEC begann. Ursprünglich mit dem Ziel herauszufinden, wie man Schauspieler führt, besuchte er einen Schauspielkurs. Er nahm Unterricht bei Charles Dullin und Tania Balachova. Trintignant benötigte mehr als ein Jahr, um seinen südfranzösischen Akzent abzulegen, der auf der Bühne hinderlich gewesen wäre.
Trintignant begann seine Theaterlaufbahn in der Rolle des jugendlichen Helden. Zunächst spielte er kleinere Rollen, etwa am Théâtre National Populaire in Paris. Seine Bühnenpremiere hatte er mit der Compagnie Raymond Hermantier in Jean Mogins Chacun selon sa faim, danach gab er den Mortimer in Friedrich Schillers Drama Maria Stuart. Kurz darauf spielte er am Schauspielhaus von Saint Etienne den Macbeth von Shakespeare. Im Jahr 1953 war Trintignant mit den Stücken Britannicus und Don Juan auf Frankreichtournee und bekam anschließend in Responsabilité limitée von Robert Hossein seine erste größere Rolle in Paris. Dies führte dazu, dass ein Filmagent auf ihn aufmerksam wurde.
Ein weiterer anfänglicher Berufswunsch Trintignants war es, Rennfahrer zu werden. Sein Onkel, Maurice Trintignant, gewann 1954 das 24-Stunden-Rennen von Le Mans und zweimal den Großen Preis von Monaco. 1980 ging Trintignant dort selbst an den Start. Das 24-Stunden-Rennen von Spa-Francorchamps 1981 beendete er als Gesamtsiebter. Anfang der 1980er Jahre nahm er an mehreren Rallycross-Rennen in Frankreich teil.

### Karriere als Filmschauspieler
Im Jahr 1955 begann er seine Karriere als Filmschauspieler in dem Kurzfilm Pechiney von Marcel Ichac, dem das Spielfilmdebüt in Christian-Jaques TKX antwortet nicht (1956) folgte. In Das Gesetz der Straße (1956) von Ralph Habib ist er als Gegenspieler von Jean Gabin zu sehen. Roger Vadims im selben Jahr veröffentlichter Streifen Und immer lockt das Weib, in dem er den schüchternen Ehemann von Brigitte Bardot spielt, machte ihn in Frankreich bekannt. Zwischen 1956 und 1959 war Trintignants Karriere vom Militärdienst unterbrochen, den er unter anderem in Deutschland ableistete.
International bekannt wurde Trintignant 1966 durch Ein Mann und eine Frau des befreundeten Regisseurs Claude Lelouch. In dem teils in Farbe, teils in Schwarz-Weiß gedrehten Melodram spielen er und seine Filmpartnerin, Anouk Aimée, zwei alleinerziehende Eltern, die trotz komplizierter Vergangenheit zueinander finden. Lelouchs Film erhielt zahlreiche Auszeichnungen, darunter den Hauptpreis der Filmfestspiele von Cannes und einen Oscar. Fortan konnte sich Trintignant seine Rollen frei aussuchen, und es folgten Werke wie Sergio Corbuccis Italowestern Leichen pflastern seinen Weg (1968), in dem er den stummen Rächer Silence spielt. Angeboten aus den USA folgte Trintignant nicht.
1969 wurde Trintignant für seine Darstellung eines unbequemen Untersuchungsrichters in Costa-Gavras’ hochgelobtem Polit-Thriller Z als bester Schauspieler auf dem Filmfestival von Cannes ausgezeichnet. Im Jahr zuvor hatte er bereits für den Part des eleganten, redegewandten Mannes in Alain Robbe-Grillets Der Lügner (1968) den Darstellerpreis der Berlinale erhalten.
In den 1970er Jahren zählte Trintignant zu den gefragtesten Charakterschauspielern Europas. Unter anderem war er die erste Wahl für Bernardo Bertoluccis Skandalfilm Der letzte Tango in Paris (1972). Er arbeitete mit dem Regisseur an den Dialogen, lehnte jedoch eigenen Angaben zufolge die männliche Hauptrolle ab, da seine Tochter den Film für „zu unzüchtig“ hielt. Zu Trintignants bekanntesten Filmen dieser Zeit gehört Das wilde Schaf (1973) mit Jean-Pierre Cassel, Romy Schneider und Jane Birkin. Mit den Komödien Une journée bien remplie (1973) und Der Schwimmeister (1979), zu denen er auch die Drehbücher schrieb, versuchte Trintignant, sich auch als Filmregisseur zu etablieren, allerdings ohne Erfolg. Als Synchronsprecher lieh er Jack Nicholson seine Stimme für die französische Fassung von Stanley Kubricks Horrorfilm The Shining (1980).
Im Alter wurde Trintignant bezüglich seiner Rollen immer wählerischer. Unter anderem musste er für den Part des pensionierten Richters und verbitterten Menschenfeinds in Krzysztof Kieślowskis Oscar-nominiertem Trilogie-Abschluss Drei Farben: Rot (1994) erst von seiner Tochter Marie überzeugt werden. Ab Mitte der 2000er Jahre zog sich Trintignant, der nach eigener Ansicht vor allem ein Theaterschauspieler war, aufs Land zurück und nahm nur noch Bühnenengagements an und an Lesungen teil.
Dem österreichischen Regisseur Michael Haneke gelang es dennoch, ihn als Erzähler für die französische Fassung des Films Das weiße Band – Eine deutsche Kindergeschichte (2009) sowie für die Hauptrolle (neben Emmanuelle Riva) in Liebe (2012) zu gewinnen. Das Drama um ein pensioniertes Musikprofessorenpaar aus Paris, dessen Liebe auf die Probe gestellt wird, als die Frau einen Schlaganfall erleidet, wurde mit der Goldenen Palme der Filmfestspiele von Cannes und dem Oscar als bester fremdsprachiger Film preisgekrönt und brachte Trintignant erneut das Lob der Fachkritik sowie den Europäischen Filmpreis und seinen ersten César ein.
Am 23. September 2013 kündigte Trintignant an, mit einer Lesung von Gedichten Boris Vians, Robert Desnos’ und Jacques Préverts Anfang Oktober desselben Jahres im Antipolis Théâtre d’Antibes seine Schauspielkarriere zu beenden. „Nach diesen beiden Vorstellungen mach ich nichts mehr. Weder Theater noch Kino. Ich überlasse den Jungen den Platz“, sagte Trintignant. 2017 kehrte er gleichwohl in einer Hauptrolle in Michael Hanekes Happy End auf die Kinoleinwand zurück, was ihm erneut eine Nominierung für den Europäischen Filmpreis einbrachte. Seine letzte Rolle auf der Kinoleinwand hatte er 2019 in Die schönsten Jahre eines Lebens, einer Fortsetzung des Erfolgsfilms Ein Mann und eine Frau von 1966, in dem er erneut an der Seite von Anouk Aimée und unter Regie von Claude Lelouch spielte.
Im Jahr 2025 zierte Trintignant gemeinsam mit Anouk Aimée die offiziellen Festivalplakate der 78. Internationalen Filmfestspiele von Cannes, die im Jahr zuvor verstorben war. Die Motive wurden einer 20-sekündige Szene aus Ein Mann und eine Frau (1966) entnommen.

## Privates
Jean-Louis Trintignant war ab 1954 in erster Ehe mit Colette Dacheville verheiratet, die unter dem Künstlernamen Stéphane Audran eine erfolgreiche Schauspielerin wurde. Noch verheiratet, lernte er bei den Dreharbeiten zu Und immer lockt das Weib (1956) Brigitte Bardot kennen, mit der er eine von der Presse vielbeachtete Liaison begann. Nach seiner Scheidung von Audran heiratete Trintignant 1961 das frühere Scriptgirl Nadine Marquand. Diese wurde unter dem Namen Nadine Trintignant eine bekannte Regisseurin, unter deren Regie Jean-Louis Trintignant mehrmals spielte und die auch die Karriere ihrer gemeinsamen Tochter Marie maßgeblich förderte. Aus der Ehe mit ihr stammen drei gemeinsame Kinder. Im Jahre 1970 verloren sie eine Tochter durch plötzlichen Kindstod. Neben der Tochter Marie (1962–2003) wurde auch Sohn Vincent (* 1973) Schauspieler. Während Dreharbeiten mit ihrer Mutter 2003 in Vilnius wurde Marie Trintignant von ihrem alkoholisierten Freund, dem Sänger Bertrand Cantat, im Streit erschlagen. Die Verurteilung und kurze Haft Cantats löste in Frankreich heftige Debatten aus. Seine dritte Ehefrau war die ehemalige Rennfahrerin Marianne Hoepfner Trintignant.
Im Jahr 2018 erklärte er, an Prostatakrebs erkrankt zu sein, diesen aber nicht behandeln zu lassen. Jean-Louis Trintignant starb im Juni 2022 im Alter von 91 Jahren.

## Filmografie

### Schauspieler (Auswahl)
- 1956: TKX antwortet nicht (Si tous les gars du monde)
- 1956: Das Gesetz der Straße (La loi des rues)
- 1956: Und immer lockt das Weib (Et Dieu… créa la femme)
- 1956: Für Männer verboten (Club de femmes)
- 1959: Gefährliche Liebschaften (Les Liaisons dangereuses)
- 1959: Wilder Sommer (Estate violenta)
- 1960: Austerlitz – Glanz einer Kaiserkrone (Austerlitz)
- 1960: Das Haus der 1000 Fenster (La millième fenêtre)
- 1961: Mitternachtsmörder (Pleins feux sur l’assassin)
- 1961: Die Herrin von Atlantis (Antinea, l'amante della città sepolta)
- 1961: Herzklopfen (Le coeur battant)
- 1962: Horace 62
- 1962: Die sieben Todsünden (Les sept péchés capitaux) (Episode: La luxure)
- 1962: Der Kampf auf der Insel (Le combât dans l’île)
- 1962: Verliebt in scharfe Kurven (Il sorpasso)
- 1963: Ein Schloß in Schweden (Château en Suède)
- 1964: Mata Hari, Agent H. 21 (Mata Hari, agent H21)
- 1965: Gelegenheitskauf (La bonne occase)
- 1965: Angélique, 2. Teil (Merveilleuse Angélique)
- 1965: Mord im Fahrpreis inbegriffen (Compartiment tueurs)
- 1966: Ein Mann und eine Frau (Un homme et une femme)
- 1966: Für eine Handvoll Diamanten (Safari diamants)
- 1966: Brennt Paris? (Paris brûle-t-il?)
- 1967: Hetzjagd (Un homme à abattre)
- 1967: Ich bin wie ich bin (Col cuore in gola)
- 1967: Trans-Europ-Express
- 1968: Die Falle (La morte ha fatto l’uovo)
- 1968: Zwei Freundinnen (Les biches)
- 1968: Der Lügner (L’homme qui ment)
- 1968: Leichen pflastern seinen Weg (Il grande silenzio)
- 1968: Huckepack (La matriarca)
- 1969: Z
- 1969: Meine Nacht bei Maud (Ma nuit chez Maud)
- 1969: Metti, una sera a cena
- 1970: Voyou - Der Gauner (Le voyou)
- 1970: Der große Irrtum (Il conformista)
- 1971: Neun im Fadenkreuz (Sans mobile apparent)
- 1972: Treibjagd (La Course du Lièvre à Travers les Champs)
- 1972: Brutale Schatten (Un homme est mort)
- 1972: Das Attentat (L’attentat)
- 1973: Das wilde Schaf (Le mouton enragé)
- 1973: Le Train – Nur ein Hauch von Glück (Le train)
- 1973: Die Angst vor der Wahrheit (Défense de savoir)
- 1974: Die Geigen des Balls (Les violons du bal)
- 1974: Das beständige Gleiten der Begierde (Glissements progressifs du plaisir)
- 1974: Der Seitensprung (L’escapade)
- 1974: Das Netz der tausend Augen (Le Secret)
- 1975: Das Spiel mit dem Feuer (Le jeu avec le feu)
- 1975: Die Entfesselten (L’agression)
- 1975: Es regnet über Santiago (Il pleut sur Santiago)
- 1975: Flic Story – Duell in sechs Runden (Flic Story)
- 1975: Die Sonntagsfrau (La donna della domenica)
- 1976: Die Tatarenwüste (Il deserto dei tartari)
- 1976: Computer morden leise (L’ordinateur des pompes funèbres)
- 1977: Rollenspiele (Repérages)
- 1978: Das Geld der anderen (L’argent des autres)
- 1979: Der Schwimmeister (Le maître-nageur)
- 1980: Die Terrasse (La terrazza)
- 1980: Die Bankiersfrau (La banquière)
- 1980: Die Männer, die ich liebte (Je vous aime)
- 1981: Ein Mörder geht vorbei (Un assassin qui passe)
- 1981: Passion der Liebe (Passione d’amore)
- 1981: Eine Angelegenheit unter Männern (Une affaire d’hommes)
- 1981: Malevil
- 1981: Stille Wasser (Eaux profondes)
- 1982: Der Superboß (Le grand pardon)
- 1982: Boulevard der Mörder (Boulevard des assassins)
- 1982: Flucht nach Varennes (La nuit de Varennes)
- 1983: Ich glaube… (Credo)
- 1983: Ins Herz getroffen (Colpire al cuore)
- 1983: Auf Liebe und Tod (Vivement dimanche!)
- 1983: Wespennest (La crime)
- 1983: Under Fire, auch: Unter Feuer
- 1984: Le bon plaisir – Eine politische Liebesaffäre (Le bon plaisir)
- 1984: Nobody’s Woman (Femmes de personne)
- 1984: Viva la vie – Es lebe das Leben (Viva la vie!)
- 1984: Weggehen und wiederkommen (Partir revenir)
- 1985: Rendez-Vous
- 1985: Salut für einen schwarzen Büffel (Sortüz egy fekete bivalyért)
- 1985: Der Mann mit dem stahlharten Blick (L’homme aux yeux d’argent)
- 1985: Die Familienpyramide (L’été prochain)
- 1986: Ein Mann und eine Frau – 20 Jahre später (Un homme et une femme, 20 ans déjà)
- 1986: Die Frau meines Lebens (La femme de ma vie)
- 1987: Das Geistertal (La vallée fantôme)
- 1990: Julie de Carneilhan
- 1992: Die Kontroverse von Valladolid
- 1994: Drei Farben: Rot (Trois couleurs: Rouge)
- 1994: Wenn Männer fallen (Regarde les hommes tomber)
- 1995: Die Stadt der verlorenen Kinder (La cité des enfants perdus)
- 1995: Fiesta
- 1996: Das Leben: Eine Lüge (Un héros très discret)
- 1996: Tykho Moon
- 1998: Wer mich liebt, nimmt den Zug (Ceux qui m’aiment prendront le train)
- 2003: Janis et John
- 2004: Immortal – New York 2095: Die Rückkehr der Götter (Immortel (ad vitam))
- 2012: Liebe (Amour)
- 2017: Happy End
- 2019: Die schönsten Jahre eines Lebens (Les plus belles années d’une vie)

### Regie
- 1973: Une journée bien remplie ou Neuf meurtres insolites dans une même journée par un seul homme dont ce n’est pas le métier
- 1979: Der Schwimmeister (Le maître-nageur)

### Drehbuch
- 1973: Une journée bien remplie ou Neuf meurtres insolites dans une même journée par un seul homme dont ce n’est pas le métier
- 1979: Der Schwimmeister (Le maître-nageur)
- 1993: L’oeil écarlate

## Auszeichnungen
- 1965: Étoile de Cristal für Mata Hari, Agent H. 21 (Bester Darsteller)
- 1968: Darstellerpreis der Filmfestspiele von Berlin für Der Lügner
- 1969: Darstellerpreis der Filmfestspiele von Cannes für Z
- 1972: David di Donatello (Spezialpreis)
- 1987: César-Nominierung für Die Frau meines Lebens (Bester Nebendarsteller)
- 1995: César-Nominierung für Drei Farben: Rot (Bester Hauptdarsteller)
- 1996: César-Nominierung für Fiesta (Bester Hauptdarsteller)
- 1999: César-Nominierung für Wer mich liebt, nimmt den Zug (Bester Nebendarsteller)
- Officier des Arts et des Lettres
- 2012: Europäischer Filmpreis für Liebe (Bester Darsteller)
- 2013: Étoile d’Or für Liebe (Bester Hauptdarsteller)
- 2013: Prix Lumières für Liebe (Bester Darsteller)
- 2013: Nominierung für den London Critics’ Circle Film Award für Liebe (Bester Hauptdarsteller)
- 2013: César für Liebe (Bester Hauptdarsteller)
- 2017: Nominierung für den Europäischen Filmpreis für Happy End (Bester Darsteller)

## Motorsport-Statistik

### Le-Mans-Ergebnisse
| Jahr | Team                    | Fahrzeug       | Teamkollege    | Teamkollege           | Platzierung | Ausfallgrund    |
| ---- | ----------------------- | -------------- | -------------- | --------------------- | ----------- | --------------- |
| 1980 | Malardeau Kremer Racing | Porsche 935 K3 | Xavier Lapeyre | Anne-Charlotte Verney | Ausfall     | Getriebeschaden |

### Einzelergebnisse in der Sportwagen-Weltmeisterschaft
| Saison | Team          | Rennwagen   | 1   | 2   | 3   | 4   | 5   | 6   | 7   | 8   | 9   | 10  | 11  | 12  | 13  | 14  | 15  | 16  |
| ------ | ------------- | ----------- | --- | --- | --- | --- | --- | --- | --- | --- | --- | --- | --- | --- | --- | --- | --- | --- |
| 1980   | Kremer Racing | Porsche 935 | DAY | BRH | SEB | MUG | MON | RIV | SIL | NÜR | LEM | DAY | WAT | SPA | MOS | ROA | VAL | DIJ |
| 1980   | Kremer Racing | Porsche 935 |     |     |     |     |     | DNF |     |     |     |     |     |     |     |     |     |     |
| 1981   | Welter Racing | BMW 530     | DAY | SEB | MUG | MON | RIV | SIL | NÜR | LEM | PER | DAY | WAT | SPA | MOS | ROA | BRH |     |
| 1981   | Welter Racing | BMW 530     |     |     |     |     |     |     |     |     | 7   |     |     |     |     |     |     |     |

## Dokumentarfilme
- Jean-Louis Trintignant. Warum ich lebe. (OT: Jean-Louis Trintignant. Pourquoi je vis.) Fernseh-Dokumentation, Frankreich, 2012, 76:10 Min., Buch: Luis Paraz, Regie: Serge Korber, Produktion: arte France, Zeta Productions, Ciné Developpement, Film-Informationen von ARD. 
„Der sonst extrem verschlossene Trintignant offenbart im Vertrauen auf seinen Freund hier zum ersten Mal auch sehr Persönliches.“
- Jean-Louis Trintignant – Lebensfreude elegant. Gespräch mit Video-Einspielungen, Frankreich, 2012, 43:30 Min., Moderation: Vincent Josse, Produktion: arte France, Redaktion: Square, deutsche Erstsendung: 18. November 2012 bei arte, Film-Informationen von arte, (Memento vom 8. April 2015 im Internet Archive).
- Trintignant über Trintignant. Regie: Yves Jeuland und Lucie Cariès, ARTE F, Frankreich, 53 Minuten, 2020.